# Nigeria na Letnich Igrzyskach Olimpijskich 2016
Nigerię na Letnich Igrzyskach Olimpijskich 2016 reprezentowało 77 zawodników: 51 mężczyzn i 26 kobiet. Był to szesnasty start reprezentacji Nigerii na letnich igrzyskach olimpijskich.

## Zdobyte medale
| Medal | Zawodnik | Dyscyplina  | Konkurencja      | Rezultat                                                     |
| ----- | --- | ----------- | ---------------- | ------------------------------------------------------------ |
| Brąz  | Daniel Akpeyi, John Obi Mikel, Muenfuh Sincere, Junior Ajayi, Kingsley Madu, Popoola Saliu, Shehu Abdullahi, Umar Sadiq, Saturday Erimuya, Azubuike Okechukwu, William Troost-Ekong, Ndifreke Udo, Aminu Umar, Stanley Amuzie, Oghenekaro Etebo, Usman Mohammed, Imoh Ezekiel, Emmanuel Daniel | Piłka nożna | turniej mężczyzn | w meczu o brązowy medal pokonała reprezentację Hondurasu 3:2 |

## Skład reprezentacji

### Boks
Mężczyźni
| Zawodnik   | Konkurencja      | 1/16             | 1/8              | Ćwierćfinał      | Półfinał         | Finał            | Finał   | Źródło |
| Zawodnik   | Konkurencja      | Przeciwnik Wynik | Przeciwnik Wynik | Przeciwnik Wynik | Przeciwnik Wynik | Przeciwnik Wynik | Miejsce | Źródło |
| ---------- | ---------------- | ---------------- | ---------------- | ---------------- | ---------------- | ---------------- | ------- | ------ |
| Efe Ajagba | waga superciężka | BYE              | Paul W(KO)       | Dyczko P(0-3)    | NQ               | NQ               | NQ      | [ 2 ]  |

### Kajakarstwo górskie
| Zawodnik          | Konkurencja | Eliminacje | Eliminacje | Eliminacje | Eliminacje | Eliminacje | Eliminacje | Półfinały | Półfinały | Finał | Finał   | Pozycja | Źródło |
| Zawodnik          | Konkurencja | P 1        | M.         | P 2        | M.         | Razem      | M.         | Czas      | Miejsce   | Czas  | Miejsce | Pozycja | Źródło |
| ----------------- | ----------- | ---------- | ---------- | ---------- | ---------- | ---------- | ---------- | --------- | --------- | ----- | ------- | ------- | ------ |
| Jonathan Akinyemi | K-1 (m)     | 107,49     | 20.        | 104,59     | 19.        | 104,59     | 20.        | NQ        | NQ        | NQ    | NQ      | NQ      | [ 3 ]  |

### Koszykówka
Turniej mężczyzn
- Reprezentacja mężczyzn

| - Ben Uzoh - Michael Umeh - Ike Diogu - Stan Okoye - Josh Akognon - Chamberlain Oguchi |  | - Ebi Ere - Andy Ogide - Michael Gbinije - Shane Lawal - Alade Aminu - Ekene Ibekwe |

Reprezentacja Nigerii brała udział w rozgrywkach grupy B turnieju olimpijskiego, zajmując w niej 6. miejsce i nie awansując do dalszych rozgrywek. Ostatecznie została sklasyfikowana na miejscu 11.
Grupa B
| Drużyna   | M | Mecze | Mecze | Punkty | Punkty | Punkty | Pkt |
| Drużyna   | M | W     | P     | +      | –      | +/−    | Pkt |
| --------- | - | ----- | ----- | ------ | ------ | ------ | --- |
| Chorwacja | 5 | 3     | 2     | 400    | 407    | -7     | 8   |
| Hiszpania | 5 | 3     | 2     | 432    | 357    | 75     | 8   |
| Litwa     | 5 | 3     | 2     | 392    | 428    | -36    | 8   |
| Argentyna | 5 | 3     | 2     | 441    | 428    | 13     | 8   |
| Brazylia  | 5 | 2     | 3     | 411    | 407    | 4      | 7   |
| Nigeria   | 5 | 1     | 4     | 392    | 441    | -49    | 6   |

Źródło:
| 7 sierpnia 201622:30 | Nigeria                                              | 66:94(15:22, 16:28, 19:22, 16:22) | Argentyna                                                   | Carioca Arena 1, Rio de Janeiro Sędzia: - Ilija Belošević - Damir Javor - Borys Ryzhyk |
| 7 sierpnia 201622:30 | Pkt:Diogu 15 Zb:Diogu 13 As:Gbinije, Umeh po 3 każdy | 66:94(15:22, 16:28, 19:22, 16:22) | Pkt:Campazzo 19 Zb:Scola 9 As:Campazzo, Ginóbili po 5 każdy | Carioca Arena 1, Rio de Janeiro Sędzia: - Ilija Belošević - Damir Javor - Borys Ryzhyk |

| 9 sierpnia 201619:00 | Litwa                                                            | 89:80(13:16, 23:25, 29:13, 24:26) | Nigeria                                         | Carioca Arena 1, Rio de Janeiro Sędzia: - Stephen Seibel - Robert Lottermoser - Anne Panther |
| 9 sierpnia 201619:00 | Pkt:Kalnietis, Mačiulis po 21 każdy Zb:Sabonis 7 As:Kalnietis 12 | 89:80(13:16, 23:25, 29:13, 24:26) | Pkt:Diogu 19 Zb:Diogu 7 As:Ere, Umeh po 4 każdy | Carioca Arena 1, Rio de Janeiro Sędzia: - Stephen Seibel - Robert Lottermoser - Anne Panther |

| 11 sierpnia 201619:00 | Nigeria                            | 87:96(11:25, 30:18, 25:22, 21:31) | Hiszpania                          | Carioca Arena 1, Rio de Janeiro Sędzia: - Steven Anderson - Duan Zhu - José Reyes |
| 11 sierpnia 201619:00 | Pkt:Oguchi 24 Zb:Diogu 7 As:Uzoh 7 | 87:96(11:25, 30:18, 25:22, 21:31) | Pkt:Gasol 16 Zb:Reyes 9 As:Llull 5 | Carioca Arena 1, Rio de Janeiro Sędzia: - Steven Anderson - Duan Zhu - José Reyes |

| 13 sierpnia 201622:30 | Chorwacja                                              | 76:90(28:21, 11:22, 17:27, 20:20) | Nigeria                          | Carioca Arena 1, Rio de Janeiro Sędzia: - Steven Anderson - Scott Beker - Damir Javor |
| 13 sierpnia 201622:30 | Pkt:Bogdanović 28 Zb:Šarić, Simon po 6 każdy As:Ukić 4 | 76:90(28:21, 11:22, 17:27, 20:20) | Pkt:Umeh 19 Zb:Diogu 12 As:Ere 6 | Carioca Arena 1, Rio de Janeiro Sędzia: - Steven Anderson - Scott Beker - Damir Javor |

| 15 sierpnia 201614:15 | Nigeria                                                     | 69:86(16:15, 15:27, 21:17, 17:27) | Brazylia                            | Carioca Arena 1, Rio de Janeiro Sędzia: - Ilija Belošević - Robert Lottermoser - Ferdinand Pascual |
| 15 sierpnia 201614:15 | Pkt:Akognon 16 Zb:Aminu 7 As:czterech zawodników po 2 każdy | 69:86(16:15, 15:27, 21:17, 17:27) | Pkt:Nenê 19 Zb:Nenê 7 As:Huertas 11 | Carioca Arena 1, Rio de Janeiro Sędzia: - Ilija Belošević - Robert Lottermoser - Ferdinand Pascual |

### Lekkoatletyka
Mężczyźni
Konkurencje biegowe
| Zawodnik           | Konkurencja        | Eliminacje | Eliminacje | Ćwierćfinał | Ćwierćfinał | Półfinał | Półfinał | Finał | Finał   | Źródło |
| Zawodnik           | Konkurencja        | Wynik      | Miejsce    | Wynik       | Miejsce     | Wynik    | Miejsce  | Wynik | Miejsce | Źródło |
| ------------------ | ------------------ | ---------- | ---------- | ----------- | ----------- | -------- | -------- | ----- | ------- | ------ |
| Ogho-Oghene Egwero | 100 m              | BYE        | BYE        | 10,37       | 51.         | NQ       | NQ       | NQ    | NQ      | [ 10 ] |
| Seye Ogunlewe      | 100 m              | BYE        | BYE        | 10,26       | 34.         | NQ       | NQ       | NQ    | NQ      | [ 10 ] |
| Tega Odele         | 200 m              | 21,25      | 70.        | N/A         | N/A         | NQ       | NQ       | NQ    | NQ      | [ 11 ] |
| Divine Oduduru     | 200 m              | 20,34      | 21.        | N/A         | N/A         | 20,59    | 21.      | NQ    | NQ      | [ 11 ] |
| Orukpe Erayokan    | 400 m              | 47,42      | 44.        | N/A         | N/A         | NQ       | NQ       | NQ    | NQ      | [ 12 ] |
| Antwon Hicks       | 110 m przez płotki | 13,70      | 28.        | N/A         | N/A         | 14,26    | 23.      | NQ    | NQ      | [ 13 ] |
| Miles Ukaoma       | 400 m przez płotki | 49,84      | 32.        | N/A         | N/A         | NQ       | NQ       | NQ    | NQ      | [ 14 ] |

Konkurencje techniczne
| Zawodnik      | Konkurencja    | Kwalifikacje | Kwalifikacje | Finał | Finał   | Źródło |
| Zawodnik      | Konkurencja    | Wynik        | Miejsce      | Wynik | Miejsce | Źródło |
| ------------- | -------------- | ------------ | ------------ | ----- | ------- | ------ |
| Stephen Mozia | pchnięcie kulą | 18,98        | 28.          | NQ    | NQ      | [ 15 ] |
| Tosin Oke     | trójskok       | 16,47        | 23.          | NQ    | NQ      | [ 16 ] |
| Olu Olamigoke | trójskok       | 16,10        | 32.          | NQ    | NQ      | [ 16 ] |

Kobiety
Konkurencje biegowe
| Zawodnik                                                              | Konkurencja        | Eliminacje | Eliminacje | Ćwierćfinał | Ćwierćfinał | Półfinał | Półfinał | Finał | Finał   | Źródło |
| Zawodnik                                                              | Konkurencja        | Wynik      | Miejsce    | Wynik       | Miejsce     | Wynik    | Miejsce  | Wynik | Miejsce | Źródło |
| --------------------------------------------------------------------- | ------------------ | ---------- | ---------- | ----------- | ----------- | -------- | -------- | ----- | ------- | ------ |
| Gloria Asumnu                                                         | 100 m              | N/A        | N/A        | 11,55       | 38.         | NQ       | NQ       | NQ    | NQ      | [ 17 ] |
| Jennifer Madu                                                         | 100 m              | N/A        | N/A        | 11,61       | 45.         | NQ       | NQ       | NQ    | NQ      | [ 17 ] |
| Blessing Okagbare                                                     | 100 m              | N/A        | N/A        | 11,16       | 7.          | 11,09    | 11.      | NQ    | NQ      | [ 17 ] |
| Blessing Okagbare                                                     | 200 m              | 22,71      | 13.        | N/A         | N/A         | 22,69    | 13.      | NQ    | NQ      | [ 18 ] |
| Margaret Bamgbose                                                     | 400 m              | 51,43      | 13.        | N/A         | N/A         | 51,92    | 18.      | NQ    | NQ      | [ 19 ] |
| Patience George                                                       | 400 m              | 51,83      | 22.        | N/A         | N/A         | 52,52    | 23.      | NQ    | NQ      | [ 19 ] |
| Omolara Omotoso                                                       | 400 m              | 53,22      | 46.        | N/A         | N/A         | NQ       | NQ       | NQ    | NQ      | [ 19 ] |
| Tobi Amusan                                                           | 100 m przez płotki | 12,99      | 23.        | N/A         | N/A         | 12,91    | 11.      | NQ    | NQ      | [ 20 ] |
| Amaka Ogoegbunam                                                      | 400 m przez płotki | 59,96      | 32.        | N/A         | N/A         | NQ       | NQ       | NQ    | NQ      | [ 21 ] |
| Gloria Asumnu Jennifer Madu Blessing Okagbare Agnes Osazuwa Peace Uko | sztafeta 4 × 100 m | 42,55      | 6.         | N/A         | N/A         | N/A      | N/A      | 43,21 | 8.      | [ 22 ] |

Konkurencje techniczne
| Zawodniczka       | Konkurencja    | Kwalifikacje | Kwalifikacje | Finał | Finał   | Źródło |
| Zawodniczka       | Konkurencja    | Wynik        | Miejsce      | Wynik | Miejsce | Źródło |
| ----------------- | -------------- | ------------ | ------------ | ----- | ------- | ------ |
| Nwanneka Okwelogu | pchnięcie kulą | 16,67        | 29.          | NQ    | NQ      | [ 23 ] |
| Chinwe Okoro      | rzut dyskiem   | 58,85        | 14.          | NQ    | NQ      | [ 24 ] |
| Ese Brume         | skok w dal     | 6,67         | 3.           | 6,81  | 5.      | [ 25 ] |
| Doreen Amata      | skok wzwyż     | 1,89         | 27.          | NQ    | NQ      | [ 26 ] |

Siedmiobój
| Zawodniczka     | Konkurencja | 100H  | HJ   | SP    | 200 m | LJ   | JT    | 800 m | Razem | Pozycja | Źródło |
| --------------- | ----------- | ----- | ---- | ----- | ----- | ---- | ----- | ----- | ----- | ------- | ------ |
| Uhunoma Osazuwa | Rezultat    | 13,75 | 1,77 | 13,15 | 24,67 | 5,72 | 33,42 | DSQ   | 4916  | 29.     | [ 27 ] |
| Uhunoma Osazuwa | Punkty      | 1014  | 941  | 737   | 917   | 765  | 542   | 0     | 4916  | 29.     | [ 27 ] |

### Piłka nożna
Turniej mężczyzn
- Reprezentacja mężczyzn

| - Daniel Akpeyi - John Obi Mikel - Muenfuh Sincere - Junior Ajayi - Kingsley Madu - Popoola Saliu - Shehu Abdullahi - Umar Sadiq - Saturday Erimuya |  | - Azubuike Okechukwu - William Troost-Ekong - Ndifreke Udo - Aminu Umar - Stanley Amuzie - Oghenekaro Etebo - Usman Mohammed - Luis Hurtado - Emmanuel Daniel |

Reprezentacja Nigerii wzięła udział w rozgrywkach grupy B turnieju olimpijskiego, zajmując w niej 1. miejsce i awansując do ćwierćfinału. W ćwierćfinale pokonała reprezentację Danii 2:0. W półfinale uległa reprezentacji Niemiec 0:2. W meczu o brązowy medal pokonała reprezentację Hondurasu 3:2 i zdobyła brązowy medal..
Grupa B
| Drużyna  | M | Mecze | Mecze | Mecze | Bramki | Bramki | Bramki | Pkt |
| Drużyna  | M | W     | R     | P     | +      | –      | +/−    | Pkt |
| -------- | - | ----- | ----- | ----- | ------ | ------ | ------ | --- |
| Nigeria  | 3 | 2     | 0     | 1     | 6      | 6      | 0      | 6   |
| Kolumbia | 3 | 1     | 2     | 0     | 6      | 4      | 2      | 5   |
| Japonia  | 3 | 1     | 1     | 1     | 7      | 7      | 0      | 4   |
| Szwecja  | 3 | 0     | 1     | 2     | 2      | 4      | -2     | 1   |

Rozgrywki grupowe
| 5 sierpnia 2016 03:00 CET | Nigeria · Umar Sadiq 6' · Oghenekaro Etebo 10', 42', 51', 66' | 5:4(3:2)Raport | Japonia · 9' Shinzo Koroki · 12' Takumi Minamino · 70' Takuma Asano · 90+5' Musashi Suzuki | Arena Amazônia, Manaus Widzów: 29 996 Sędzia: Clément Turpin |
|                           |                                                               |                |                                                                                            |                                                              |

| 7 sierpnia 2016 00:00 CET | Szwecja | 0:1(0:1) | Nigeria · 40' Umar Sadiq | Arena Amazônia, Manaus Widzów: 23 892 Sędzia: Matthew Conger |
|                           |         |          |                          |                                                              |

| 10 sierpnia 2016 00:00 CET | Kolumbia · Teófilo Gutiérrez 4' · Dorlan Pabon 63' (k) | 2:0(1:0) | Nigeria | Arena Corinthians, São Paulo Sędzia: César Arturo Ramos |
|                            |                                                        |          |         |                                                         |

Ćwierćfinał
| 13 sierpnia 2016 21:00 CET | Nigeria · 15' John Obi Mikel · 59' Aminu Umar | 2:0(1:0) | Dania | Fonte Nova, Salvador |
|                            |                                               |          |       |                      |

Półfinał
| 17 sierpnia 2016 21:00 CET | Nigeria | 0:2(0:1) | Niemcy · 9' Lukas Klostermann · 89' Nils Petersen | Arena Corinthians, São Paulo |
|                            |         |          |                                                   |                              |

Mecz o 3. miejsce
| 20 sierpnia 2016 18:00 CET | Honduras · 71'Anthony Lozano · 86' Marcelo Pereira | 2:3(0:1) | Nigeria · 34' (56) Umar Sadiq · 49' Aminu Umar | Mineirão, Belo Horizonte Widzów: 9 091 Sędzia: Sandro Ricci |
|                            |                                                    |          |                                                |                                                             |

### Pływanie
| Zawodnik       | Konkurencja             | Eliminacje | Eliminacje | Półfinał | Półfinał | Finał | Finał   | Źródło |
| Zawodnik       | Konkurencja             | Czas       | Miejsce    | Czas     | Miejsce  | Czas  | Miejsce | Źródło |
| -------------- | ----------------------- | ---------- | ---------- | -------- | -------- | ----- | ------- | ------ |
| Samson Opuakpo | 50 m dowolnym mężczyzn  | 24,85      | 59.        | NQ       | NQ       | NQ    | NQ      | [ 28 ] |
| Rechael Tonjor | 100 m klasycznym kobiet | 1:21,43    | 42.        | NQ       | NQ       | NQ    | NQ      | [ 29 ] |

### Podnoszenie ciężarów
| Zawodnik     | Konkurencja     | Rwanie | Rwanie  | Podrzut | Podrzut | Razem  | Pozycja | Źródło |
| Zawodnik     | Konkurencja     | Wynik  | Pozycja | Wynik   | Pozycja | Razem  | Pozycja | Źródło |
| ------------ | --------------- | ------ | ------- | ------- | ------- | ------ | ------- | ------ |
| Mariam Usman | +75 kg (kobiet) | 115 kg | 11.     | 150 kg  | 8.      | 265 kg | 9.      | [ 30 ] |

### Tenis stołowy
| Zawodnik                                | Konkurencja           | Eliminacje       | Runda 1          | Runda 2          | Runda 3          | 1/8 finału       | Ćwierćfinały     | Półfinały        | Finał            | Finał   | Źródło |
| Zawodnik                                | Konkurencja           | Przeciwnik Wynik | Przeciwnik Wynik | Przeciwnik Wynik | Przeciwnik Wynik | Przeciwnik Wynik | Przeciwnik Wynik | Przeciwnik Wynik | Przeciwnik Wynik | Pozycja | Źródło |
| --------------------------------------- | --------------------- | ---------------- | ---------------- | ---------------- | ---------------- | ---------------- | ---------------- | ---------------- | ---------------- | ------- | ------ |
| Quadri Aruna                            | gra pojedyncza (m)    | BYE              | BYE              | Wang W 4-1       | Chuang W 4-0     | Boll W 4-2       | Ma P 0-4         | NQ               | NQ               | NQ      | [ 31 ] |
| Segun Toriola                           | gra pojedyncza (m)    | BYE              | Prokopcow W 4-2  | Kōki P 2-4       | NQ               | NQ               | NQ               | NQ               | NQ               | NQ      | [ 31 ] |
| Bode Abiodun Quadri Aruna Segun Toriola | turniej drużynowy (m) | N/A              | N/A              | N/A              | N/A              | Chiny · P 0-3    | NQ               | NQ               | NQ               | NQ      | [ 31 ] |
| Offiong Edem                            | gra pojedyncza (k)    | Yee W 4-0        | Pawłowicz P 1-4  | NQ               | NQ               | NQ               | NQ               | NQ               | NQ               | NQ      | [ 32 ] |
| Olufunke Oshonaike                      | gra pojedyncza (k)    | Sahakian W 4-3   | Díaz P 2-4       | NQ               | NQ               | NQ               | NQ               | NQ               | NQ               | NQ      | [ 32 ] |

### Wioślarstwo
| Zawodnik       | Konkurencja | Eliminacje | Eliminacje | Repesaż | Repesaż | Ćwierćfinały | Ćwierćfinały | Półfinały            | Półfinały | Finał   | Finał | Miejsce | Źródło |
| Zawodnik       | Konkurencja | Czas       | M.         | Czas    | M.      | Czas         | M.           | Czas                 | M.        | Czas    | M.    | Miejsce | Źródło |
| -------------- | ----------- | ---------- | ---------- | ------- | ------- | ------------ | ------------ | -------------------- | --------- | ------- | ----- | ------- | ------ |
| Chierika Ukogu | W1x         | 8:36,34    | 3.         | N/A     | N/A     | 7:54,44      | 5.           | 8:18,55 Półfinał c/D | 4.        | 7:44,76 | 2.    | 20.     | [ 33 ] |

### Zapasy
Mężczyźni – styl wolny
| Zawodnik     | Konkurencja | Kwalifikacje     | 1/8                | Ćwierćfinał      | Półfinał         | Repesaż 1        | Repesaż 2        | Finał / 3.miejsce | Finał / 3.miejsce | Źródło |
| Zawodnik     | Konkurencja | Przeciwnik Wynik | Przeciwnik Wynik   | Przeciwnik Wynik | Przeciwnik Wynik | Przeciwnik Wynik | Przeciwnik Wynik | Przeciwnik Wynik  | Pozycja           | Źródło |
| ------------ | ----------- | ---------------- | ------------------ | ---------------- | ---------------- | ---------------- | ---------------- | ----------------- | ----------------- | ------ |
| Amas Daniel  | −65 kg      | BYE              | Iakobiszwili P 1-3 | NQ               | NQ               | NQ               | NQ               | NQ                | 17.               | [ 34 ] |
| Soso Tamarau | −97 kg      | BYE              | Ibragimow P 0-4    | NQ               | NQ               | NQ               | NQ               | NQ                | 19.               | [ 34 ] |

Kobiety – styl wolny
| Zawodnik           | Konkurencja | 1/16             | 1/8              | Ćwierćfinał      | Półfinał         | Repesaż runda 1  | Repesaż runda 2  | Finał / 3.miejsce | Finał / 3.miejsce | Źródło |
| Zawodnik           | Konkurencja | Przeciwnik Wynik | Przeciwnik Wynik | Przeciwnik Wynik | Przeciwnik Wynik | Przeciwnik Wynik | Przeciwnik Wynik | Przeciwnik Wynik  | Pozycja           | Źródło |
| ------------------ | ----------- | ---------------- | ---------------- | ---------------- | ---------------- | ---------------- | ---------------- | ----------------- | ----------------- | ------ |
| Mercy Genesis      | −48 kg      | BYE              | Matkowska P 0-3  | NQ               | NQ               | NQ               | NQ               | NQ                | 14.               | [ 34 ] |
| Odunayo Adekuoroye | −53 kg      | BYE              | Mattsson P 0-5   | NQ               | NQ               | NQ               | NQ               | NQ                | 17.               | [ 34 ] |
| Aminat Adeniyi     | −58 kg      | BYE              | Olli P 1-3       | NQ               | NQ               | NQ               | NQ               | NQ                | 16.               | [ 34 ] |
| Blessing Oborududu | −63 kg      | BYE              | Batceceg P 1-3   | NQ               | NQ               | NQ               | NQ               | NQ                | 14.               | [ 34 ] |
| Hannah Rueben      | −69 kg      | BYE              | Yeats P 1-4      | NQ               | NQ               | NQ               | NQ               | NQ                | 14.               | [ 34 ] |